# Titularbistum Città Ducale
Città Ducale ist ein Titularbistum der römisch-katholischen Kirche.
Es geht zurück auf einen Bischofssitz in der Stadt Cittaducale, die sich in der italienischen Region Latium befindet.
| Titularbischöfe von Città Ducale |                                                     |                                              |                   |                   |
| Nr.                              | Name                                                | Amt                                          | von               | bis               |
| 1                                | Manuel Salazar y Espinoza                           | Weihbischof in León en Nicaragua (Nicaragua) | 14. April 1969    | 30. Januar 1973   |
| 2                                | Francesco Maria Franzi                              | Weihbischof in Novara (Italien)              | 5. März 1973      | 10. Dezember 1996 |
| 3                                | Marco Dino Brogi OFM Titularerzbischof pro hac vice | Apostolischer Nuntius Kurienerzbischof       | 13. Dezember 1997 | 29. November 2020 |
| 4                                | Mark Gerard Miles Titularerzbischof pro hac vice    | Apostolischer Nuntius                        | 5. Februar 2021   |                   |